# Радіш Марина Іванівна
Марина Іванівна Радиш (рум. Marina Radiş; нар. 2 лютого 1982, Чадир-Лунга, Молдавська РСР) — молдавська співачка (сопрано).
Починала як артистка самодіяльності. В 11 років перемогла на конкурсі гагаузької народної пісні в Чадир-Лунзі, в 18 років удостоєна гран-прі на щорічному конкурсі гагаузької пісні «Гагауз Сесі»; неодноразово ставала лауреатом конкурсу патріотичної пісні «Вікторія» в Кишиневі. У 2000 р., незважаючи на відсутність середньої спеціальної музичної освіти, зарахована на відділення академічного вокалу Академії музики, театру і образотворчих мистецтв у Кишиневі (клас І. Кваснюка). Великий вплив надалі на Марину надав клас оперного співу Світлани Попової. У 2003 році стала лауреатом Міжнародного конкурсу вокалістів імені Х. Деркле в місті Браїла.
У 2005 році дебютувала в партії Віолетти («Травіата» Верді) на сцені Національного театру опери та балету Молдови. Співала на кишинівській сцені партії Мікаели («Кармен» Бізе), донни Анни («Дон Жуан» Моцарта) і ін. Неодноразово гастролювала в Росії, в тому числі в рамках Днів культури Молдови. Виступала також у Казахстані, Німеччині, Швейцарії.

## Конкурси і фестивалі

### Конкурси
- 2003 — Міжнародний конкурс вокалістів «Hariclea Darclee», Браїла, Румунія — лауреат
- 2005 — Міжнародний конкурс вокалістів «Alexandrovski», Мінськ, Білорусь — дипломант
- 2006 — Міжнародний оперний конкурс Олени Образцової, Москва, Росія — дипломант
- 2007 — Міжнародний оперний конкурс «Мадам Батерфляй», Кишинів, Молдова — лауреат

### Фестивалі
- 2006 — Дельфійські ігри, Астана, Казахстан
- 2008 — Фестиваль «10 років Астані», Казахстан
- 2008 — Фестиваль «Turksoy — Dais of Opera», Мерсін, Туреччина, Кіренія, Кіпр
- 2008 — Фестиваль «Turksoy-15», Анкара, Туреччина
- 2008 — IV міжнародний музичний фестиваль «Опералия-2008» — Астана, Казахстан
- 2009 — Фестиваль «Turksoy-Dais Opera», Стамбул, Туреччина
- 2011 — Всеросійський відкритий рок-фестиваль «Сафоний», Росія, Смоленська обл., м. Сафоново